# Fishery Research Vessel 6210
Das Fishery Research Vessel 6210 ist ein Schiffstyp der niederländischen Damen Shipyards Group.

## Beschreibung
Von dem Schiffstyp wurden zwei Einheiten von Damen Shipyards Galati im Rahmen des ORET-Programms, eines niederländischen Entwicklungshilfeprogramms, für das angolanische Ministerium für Landwirtschaft, Entwicklung und Fischerei gebaut. Die Fischereischutzschiffe dienen der Überwachung der Fischgründe und dem Schutz vor illegaler Fischerei in der ausschließlichen Wirtschaftszone Angolas. Das Land arbeitet im Rahmen der Entwicklungsgemeinschaft des südlichen Afrika (SADC) in diesem Bereich mit Namibia und Südafrika zusammen. Die Schiffe können auch für andere Aufgaben wie im Rahmen von Rettungseinsätzen bei Notfällen auf See eingesetzt werden.

## Technische Daten und Ausstattung
Die Schiffe werden von zwei MTU-Dieselmotoren des Typs 16V4000M70 mit jeweils 2320 kW Leistung angetrieben. Die Motoren wirken auf zwei Verstellpropeller. Die Schiffe sind mit einem Bugstrahlruder mit 150 kW Leistung ausgerüstet.
Für die Stromerzeugung stehen drei von Yanmar-Dieselmotoren angetriebene Generatoren mit jeweils 170 kVA Scheinleistung zur Verfügung. Weiterhin wurde ein von einem Yanmar-Dieselmotor angetriebener Notgenerator mit 100 kVA Scheinleistung verbaut.
Die Schiffe sind mit zwei schnellen Beibooten ausgerüstet. Am Heck befindet sich ein Hubschrauberlandedeck. Zur Brandbekämpfung sind auf dem Peildeck zwei Feuerlöschmonitore mit einer Kapazität von jeweils 300 m³/Std. installiert.
An Bord ist Platz für 45 Besatzungsmitglieder. Die Schiffe sind mit einer Krankenstation mit Ruheraum für 12 Personen ausgestattet.

## Schiffe
| Fishery Research Vessel 6210 | Fishery Research Vessel 6210 | Fishery Research Vessel 6210 |
| Bauname                      | IMO-Nummer                   | Stapellauf Ablieferung       |
| ---------------------------- | ---------------------------- | ---------------------------- |
| Ngola Kiluange               | 9623348                      | Januar 2012 August 2012      |
| Nzinga Mbandi                | 9623350                      | 12. April 2012 November 2012 |

Die Schiffe werden unter der Flagge Angolas betrieben. Heimathafen ist Luanda. Benannt sind sie nach Herrschern des im Gebiet des heutigen Angolas gelegenen Königreichs Ndongo.